# 24680 Alleven
24680 Alleven (1989 YE4) là một tiểu hành tinh vành đai chính được phát hiện ngày 30 tháng 12 năm 1989 bởi R. H. McNaught ở Siding Spring.